# 史蒂夫·斯卡利斯
史蒂夫·约瑟夫·斯卡利斯（英語：Stephen Joseph "Steve" Scalise，1965年10月6日—）是一位美国共和黨的政治人物，来自路易斯安那州。現任眾議院多數黨领袖，而2023年1月3日之前為少數黨黨鞭。2008年起，他代表路易斯安那州担任美国眾议院议员，并曾擔任過共和黨研究委員會的主席。
在进入国会之前，斯卡利斯担任过四个月的路易斯安那州参议院议员和十二年的路易斯安那州众议院议员。2014年6月19日，共和党推举斯卡利斯担任美国众议院多数党党鞭；他在同年8月1日任职。他在2017年6月14日遭到反共和党人士枪击受伤。

## 早期生涯
斯卡利斯出生于路易斯安那州新奥尔良，是阿尔佛雷德·J·斯卡利斯和卡罗尔·斯卡利斯之子。斯卡利斯毕业于大主教拉美尔高中，并在路易斯安那州立大学获得科学学士学位，主修计算机、辅修政治科学。在校期间，他是阿卡恰兄弟会的成员。

## 路易斯安那州
1995年、1999年、2003年，斯卡利斯分别获选担任路易斯安那州众议院议员，并接任共和党众议员昆丁·达斯蒂格职位。尽管昆丁·达斯蒂格在1995年路易斯安那州州长竞选中失利。
他的立法院同僚提名他代表第一国会选区进入众议院拨款委员会（House Appropriations Committee）。他反对2002年施特利方案，该方案由路易斯安那州查尔斯湖参议员维克·施特利提出，旨在降低食物消费税收以换取更高的州所得税。
2007年10月20日，斯卡利斯通过无党派的大开放预选，获得了因肯恩·霍利斯离开而空缺的路易斯安那州参议院第九区议员位置。

## 美国联邦众议院

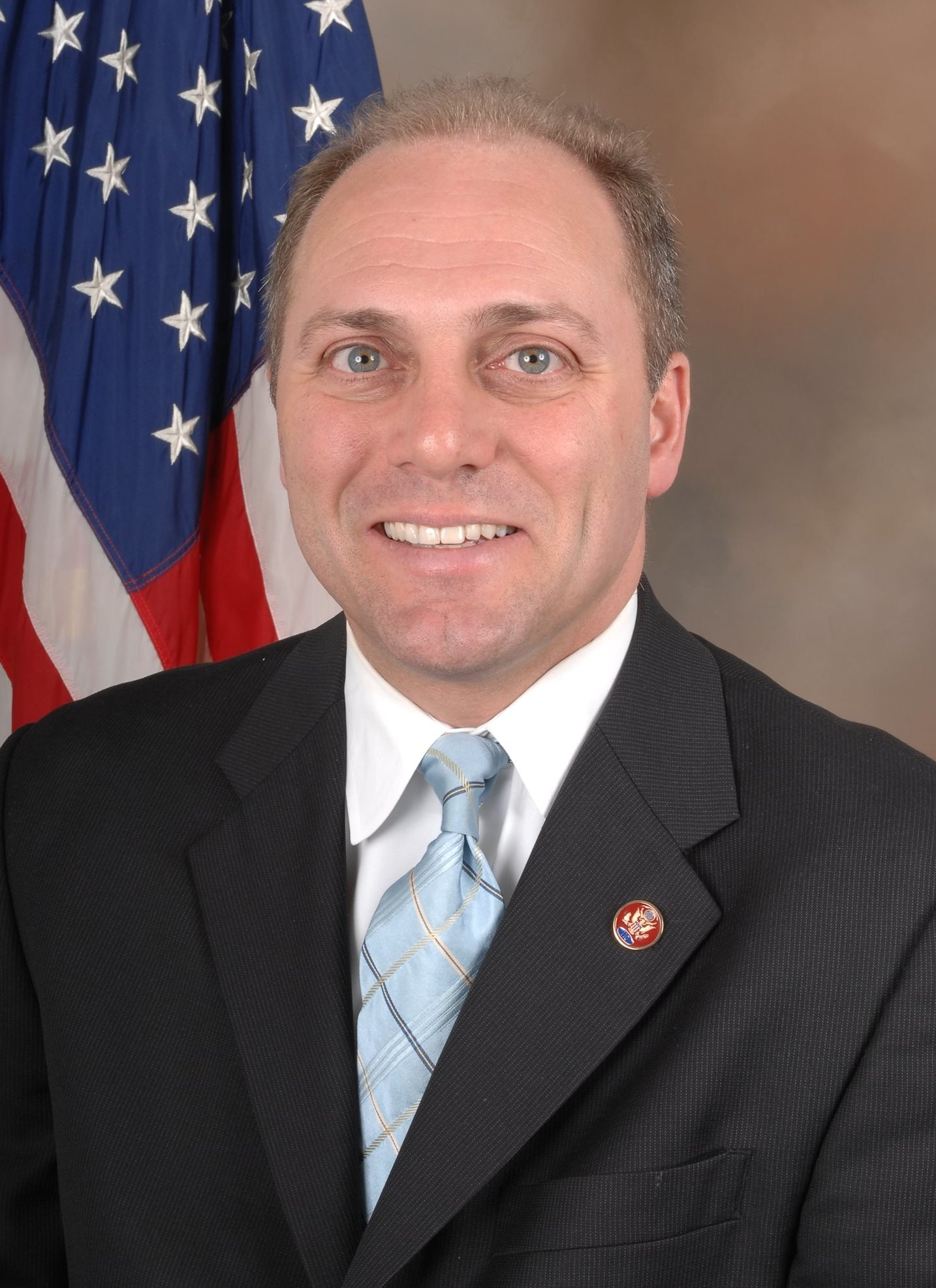
现任众议院多数党领袖史蒂夫·斯卡利斯

史蒂夫·斯卡利斯在国会中，任职于美国众议院能源和商务委员会委员。
2011年，斯卡利斯支持禁止网络盗版法案（H.R.3261法案）。2012年10月，共和党研究委员会成员德里克·康纳迫于信息产业游说团压力，出具了一份支持版权改革的备忘录。作为共和党研究委员会主席，斯卡利斯迅速解雇了康纳。
2013年，他反对重新制定的《防止对妇女施暴法》。同年，他支持《美国联邦通信委员会合并报告法案》，其主张美国联邦通信委员会合并报告程序。
2014年1月10日，众议员议员埃里克·康托尔被大卫·布拉特意外击败后，斯卡利斯发起了一项竞选，以取代凯文·麦卡锡的众议院多数党党鞭；而麦卡锡则取代康托尔担任众议院多数党主席。斯卡利斯的跃起，也被视为共和党研究委员会从2012年走出阴影的绝地反击。斯卡利斯随后赢得三轮的党鞭竞选，并战胜彼得·罗斯坎和马林·斯塔茨曼。然而，他因雇佣联邦游说家约翰·费赫瑞（John Feehery）担任多数党的新闻办公室成员，而被饱受质疑。
自从成为多数党党鞭后，斯卡利斯为美国共和党发动了一系列公关攻势，包括移民、反控枪、堕胎和教育政策。
2017年6月16日，66岁伊利诺伊州男子霍奇金森前往弗吉尼亚州亚历山大市一处棒球场开枪袭击正在训练的共和党棒球队，造成包括斯卡利斯在内的5人受伤，斯卡利斯臀部中枪。行凶者是一名反对共和党者，多次在社交媒体上发表反对唐納德·特朗普言论，并加入反共和党组织，同时是2016年民主党总统初选参选人伯尼·桑德斯的死忠支持者。
2023年10月3日，凱文·麥卡錫被免去眾議院議長一職。10月11日，史蒂夫·斯卡利斯角逐下一任眾議院議長的黨內初選，並在212張共和黨選票中贏得113票，成為眾議院議長選舉共和黨提名人。但次日斯卡利斯因確認無法在決選取得足夠選票而宣布退選。

## 选举记录

### 2008年
2008年3月8日，斯卡利斯在初选中获得16799票（48%），进入决选。5月3日的次轮选举中，他获得33,867票（75.13%）战胜民主党竞选人吉尔达·里德。5月7日，斯卡利斯宣誓就职。
同年的美国众议院路易斯安那州选举中，他在常规选举中继续战胜民主党的候选人吉姆·哈伦，并以66%对34%获胜。

### 2010年
2010年，斯卡利斯继续战胜民主党候选人迈伦·卡茨和独立竞选人阿尔丁·威尔斯。

### 2012年
2012年，他继续连任众议员，并以193490票（66.6%）领先其他四名候选人。

## 争议
2014年，政治评论家拉马尔·怀特揭发斯卡利斯在2002年担任路易斯安那州众议员期间，曾经在3K党领袖大衛·杜克创建的欧美团结与人权机构进行演讲。新闻爆发后，斯卡利斯迅速道歉，并解释在当时，他并不知道这个团体的“种族主义本质”。
很多路易斯安那州政治家纷纷支持并为斯卡利斯辩解，其中包括共和党州长鲍比·金达尔和民主党议员塞德里克·里士满。美国众议院議長约翰·博纳也对斯卡利斯继续担任多数党党鞭保有信心。然而一些民主党议员则批评他未能察觉到组织所具备的种族主义和反犹太主义属性。南方贫困地区法律中心的马克·波托克则呼吁斯卡利斯停止党鞭一职。

## 个人生活
斯卡利斯也是美国意大利文艺复兴基金会会员。2005年9月4日结婚，并有两个孩子。